# MAKE UP (니시노 카나의 노래)
〈MAKE UP〉(메이크 업)은 일본의 여성 가수 니시노 카나의 4번째 싱글로, 2009년 1월 28일에 SME 레코드에서 발매되었다. 전작 〈Style.〉에서 약 5개월 만의 싱글이다.

## 수록곡
| #            | 제목         | 재생 시간 |
| ------------ | ------------ | --------- |
| 1.           | 〈MAKE UP〉  | 4:21      |
| 2.           | 〈Kirari〉   | 4:08      |
| 3.           | 〈Sherie〉   | 4:23      |
| 4.           | 〈MAKE〉     | 4:20      |
| 총 재생 시간 | 총 재생 시간 | 17:12     |